# Legamento collaterale laterale dell'articolazione della caviglia
Il legamento collaterale laterale dell'articolazione della caviglia (o legamento laterale esterno dell'articolazione della caviglia ) sono i legamenti della caviglia che hanno inserzione sul perone .
I suoi componenti sono:
- Legamento peroneo-astragalico anteriore

Il legamento peroneo-astragalico anteriore ha inserzione al margine anteriore del malleolo laterale alla regione adiacente dell'astragalo. Il legamento più comune coinvolto nella distorsione alla caviglia è il legamento talofibolare anteriore.
- Legamento peroneo astragalico posteriore

Il legamento talofibolare posteriore o legamento peroneo astragalico posteriore decorre orizzontalmente tra il collo dell'astragalo e il lato mediale del malleolo laterale
- Legamento peroneo-calcaneare

Il legamento peroneo-calcaneare ha inserzione sul lato posteromediale del malleolo laterale e scende postero-inferiormente al di sotto del lato laterale del calcagno.